# Dzwonek alpejski
Dzwonek alpejski (Campanula alpina Jacq.) – gatunek rośliny z rodziny dzwonkowatych (Campanulaceae Juss.). Występuje tylko w Alpach i Karpatach. W Polsce występuje wyłącznie w Tatrach (roślina tatrzańska) i jest tu rośliną pospolitą.

## Morfologia
KorzeńGruby, mięsisty, rozgałęziony, zawiera sok mleczny.
ŁodygaPojedyncza, wysokości 5–20 cm. Cała owłosiona długimi włosami.
LiścieDolne tworzą gęstą różyczkę. Są łopatkowate, ku szczytowi rozszerzone, posiadają niewielki ogonek, a ich brzegi są karbowane. Liście łodygowe są naprzemianległe, równowąskie i całobrzegie. Liście odziomkowe są nagie lub słabo owłosione, łodygowe natomiast są gęsto owłosione.
KwiatySzaro-fioletowo-niebieskie, o długości ok. 2,5 cm, zebrane w gronie, wystające na długich szypułkach z łodygi, najpierw zakwitają najniższe kwiaty, następnie te położone wyżej w gronie. Kielich składa się z 5 dużych (dłuższych od połowy długości korony), podłużnych działek. Wewnątrz korony pojedynczy słupek z potrójnym, białym znamieniem i 5 białych pręcików.
OwoceOkrągło-podłużne torebki (puszki) otoczone przyschniętym kielichem, zawierają liczne nasiona. Otwierają się trzema otworkami u nasady torebki.

## Biologia i ekologia
RozwójBylina. Kwiaty owadopylne, kwitną od czerwca do sierpnia. Torebki z nasionami otwierają się podczas suchej pogody wysypując nasiona. Podczas deszczu i niskich temperatur torebki nasienne zamykają się.
SiedliskoHale górskie, piargi, murawy naskalne. Roślina kwasolubna, występuje wyłącznie na bezwapiennym podłożu (na granicie). Czasami można ją spotkać również na wapieniach, ale tylko wtedy, gdy wytworzy się na nich gruba warstwa próchnicy. W Tatrach rośnie od piętra kosówki aż po piętro turniowe. Jest typowym oreofitem, nie występuje niżej niż 1400 m n.p.m. W Tatrach dochodzi niemal po szczyt Gerlachu (2650 m). W miarę wzrostu wysokości nad poziomem morza wzrasta owłosienie rośliny. W klasyfikacji zbiorowisk roślinnych gatunek charakterystyczny dla klasy (Cl.) Juncetea trifidi.
ZmiennośćTypowa forma gatunku występuje we wschodnich Alpach i w Karpatach (również w Polsce). Oprócz niej istnieje podgatunek Campanula alpina Jacq. subsp. orbelica (Pančić) Urum. występujący w Albanii, Bułgarii, Rumunii, Serbii i Słowenii.